# Westminster (Texas)
Westminster es un lugar designado por el censo ubicado en el condado de Collin en el estado estadounidense de Texas. En el Censo de 2010 tenía una población de 861 habitantes y una densidad poblacional de 83,3 personas por km².

## Geografía
Westminster se encuentra ubicado en las coordenadas 33°21′53″N 96°27′34″O / 33.36472, -96.45944. Según la Oficina del Censo de los Estados Unidos, Westminster tiene una superficie total de 10.34 km², de la cual 10.32 km² corresponden a tierra firme y (0.18%) 0.02 km² es agua.

## Demografía
Según el censo de 2010, había 861 personas residiendo en Westminster. La densidad de población era de 83,3 hab./km². De los 861 habitantes, Westminster estaba compuesto por el 86.76% blancos, el 0.46% eran afroamericanos, el 0.58% eran amerindios, el 0% eran asiáticos, el 0% eran isleños del Pacífico, el 10.92% eran de otras razas y el 1.28% pertenecían a dos o más razas. Del total de la población el 19.4% eran hispanos o latinos de cualquier raza.